# Galaga
Galaga[carece de fontes?] é um jogo para arcade lançado pela Namco em 1981 no Japão, e, no mesmo ano, nos Estados Unidos, sob licença da Midway. No Brasil, o jogo também ficou conhecido pelo nome Fantastic. É a sequência de Galaxian.

## Jogabilidade
O objetivo do jogo é a maior pontuação possível, destruindo os inimigos em forma de insetos. O jogador controla uma nave espacial que pode se mover para a esquerda e a direita ao longo do fundo da tela. Inimigos voam em grupos e em formação, quase ao topo do ecrã e, em seguida, descem em direção ao jogador, lançando tiros e bombas, na tentativa de acertar a nave ou colidir com ela. Cada esquadrão inimigo incluí 4 naves mãe, que tem a capacidade de lançar um raio trator capaz de capturar a nave do jogador, fazendo com que perca uma vida. Entretanto, se o jogador conseguir acertar a nave mãe sem acertar a nave capturada, esta é devolvida ao jogador e se acopla à nave em uso, possibilitando um tiro duplo.
A cada duas fases há um estágio bônus, onde deve-se destruir todas as formações para obter um bônus especial. Vidas extras são obtidas ao atingir certas pontuações.

## Na cultura popular
- Galaga aparece no filme Jogos de Guerra (1983), numa cena em que o personagem David (Matthew Broderick) aparece jogando-o num fliperama[5].

- O jogo é citado no filme Os Vingadores (2012), quando Tony Stark (Robert Downey Jr.) diz que um dos operadores da sala de controle da S.H.I.E.L.D. estava jogando Galaga. Quando os heróis se retiram da sala, há uma cena rápida que mostra o operador voltando a jogar[6].

- O filme Pixels (2015) também faz menção a Galaga, numa das cenas em que o personagem Sam (Adam Sandler) analisa a forma de ataque de aliens que invadem a Terra como similar às dos inimigos no jogo[7][4].

- Galaga foi incluído em outro jogo da Namco, Tekken (1994), como passatempo durante a tela de carregamento. Se o jogador vencer 8 níveis, o personagem Devil Kazuya se torna jogável..